# Crusader (альбом Saxon)
Crusader (с англ. — «Крестоносец») — шестой студийный альбом английской хеви-метал группы Saxon. Был выпущен в 1984 году на французском лейбле Carrere.

## История
Как и предыдущий диск Power & the Glory, альбом Crusader Saxon записывали в Соединённых Штатах Америки, на этот раз в студии «Sound City» в Лос-Анджелесе под руководством продюсера Кевина Бимиша. Хотя права на альбом всё ещё принадлежали Carrere, альбом распространялся через EMI — с этой компанией Saxon заключили контракт.
Альбом сопровождался тремя синглами: «Sailing to America», «Bad Boys (Like to Rock 'N' Roll)» и «Do It All for You». «Sailing to America» заняла в чарте Великобритании 81-е место и оставалась в хит-параде всего 4 недели, в то время как «Bad Boys (Like to Rock 'N' Roll)» и «Do It All for You» вообще не попали в чарт.
Crusader стал вторым кряду попаданием Saxon в хит-парад Billboard, где диск занял 174-е место. Группа продолжала сохранять популярность и в Европе: в Великобритании Crusader занял 18-е место, в Швеции — 15-е, а в Нидерландах — 16-е, в Западной Германии — 20-е, в Швейцарии — 26-е.
На Crusader вошла первая официально выпущенная Saxon кавер-версия — на песню группы Sweet «Set Me Free». Прежде музыканты отдавали предпочтение исключительно собственному материалу.

## Список композиций
Слова и музыка всех песен — Saxon, кроме отмеченных особо.
| №                   | Название                                        | Автор(ы)            | Длительность |
| ------------------- | ----------------------------------------------- | ------------------- | ------------ |
| 1.                  | «The Crusader Prelude»                          |                     | 1:05         |
| 2.                  | «Crusader»                                      |                     | 6:33         |
| 3.                  | «A Little Bit of What You Fancy»                |                     | 3:50         |
| 4.                  | «Sailing to America»                            |                     | 5:03         |
| 5.                  | «Set Me Free» (Кавер-версия песни группы Sweet) | Энди Скотт          | 3:13         |
| 6.                  | «Just Let Me Rock»                              |                     | 4:11         |
| 7.                  | «Bad Boys (Like to Rock 'N' Roll)»              |                     | 3:24         |
| 8.                  | «Do It All for You»                             | Saxon/Бимиш         | 4:42         |
| 9.                  | «Rock City»                                     |                     | 3:16         |
| 10.                 | «Run for Your Lives»                            |                     | 3:53         |
| Общая длительность: | Общая длительность:                             | Общая длительность: | 39:10        |

| №   | Название                                                                      | Автор(ы)     | Длительность |
| --- | ----------------------------------------------------------------------------- | ------------ | ------------ |
| 11. | «Chase the Fade»                                                              | Квинн/Оливер | 2:30         |
| 12. | «Krakatoa»                                                                    |              | 3:46         |
| 13. | «The Medley: Heavy Metal Thunder/Stand up and Be Counted/Taking Your Chances» |              | 9:08         |

## Участвующие музыканты
- Бифф Байфорд — вокал
- Грэм Оливер — гитара
- Пол Квинн — гитара
- Стив Доусон — бас-гитара
- Найджел Глоклер — ударные